# Постніков Сергій Петрович
Постніков Сергій Петрович (рос. Постников, Сергей Петрович 1827 Москва, Російська імперія — 28 березня або 9 квітня 1880 Рим, Італія) — російський художник, академік Імператорської Академії мистецтв.

## Біографія
Народився в Москві, Російська імперія в купецькій родині. Джерела називають роком народження 1825, 1826, 1827 навіть 1838 («Російський біографічний словник» Половцова) роки.
Художню освіту здобував у Московському училищі живопису, скульптури та зодчества. Потім ще три роки (1855-1858) займався в Імператорській Академії мистецтв, звідки був випущений в 1859 році некласним художником з історичної та портретного живопису.
За свій рахунок виїхав до Риму і працював там протягом п'яти років. У 1863 році за картини «Прощання Гектора з Андромахою» і «Вакханка з тамбурином» С. П. Постніков отримав звання академіка історичного живопису.
Був учасником багатьох виставок, включаючи ТПХВ.
Помер 28 березня або 9 квітня 1880 року у Римі, Італія.

## Творчість

### Галерея

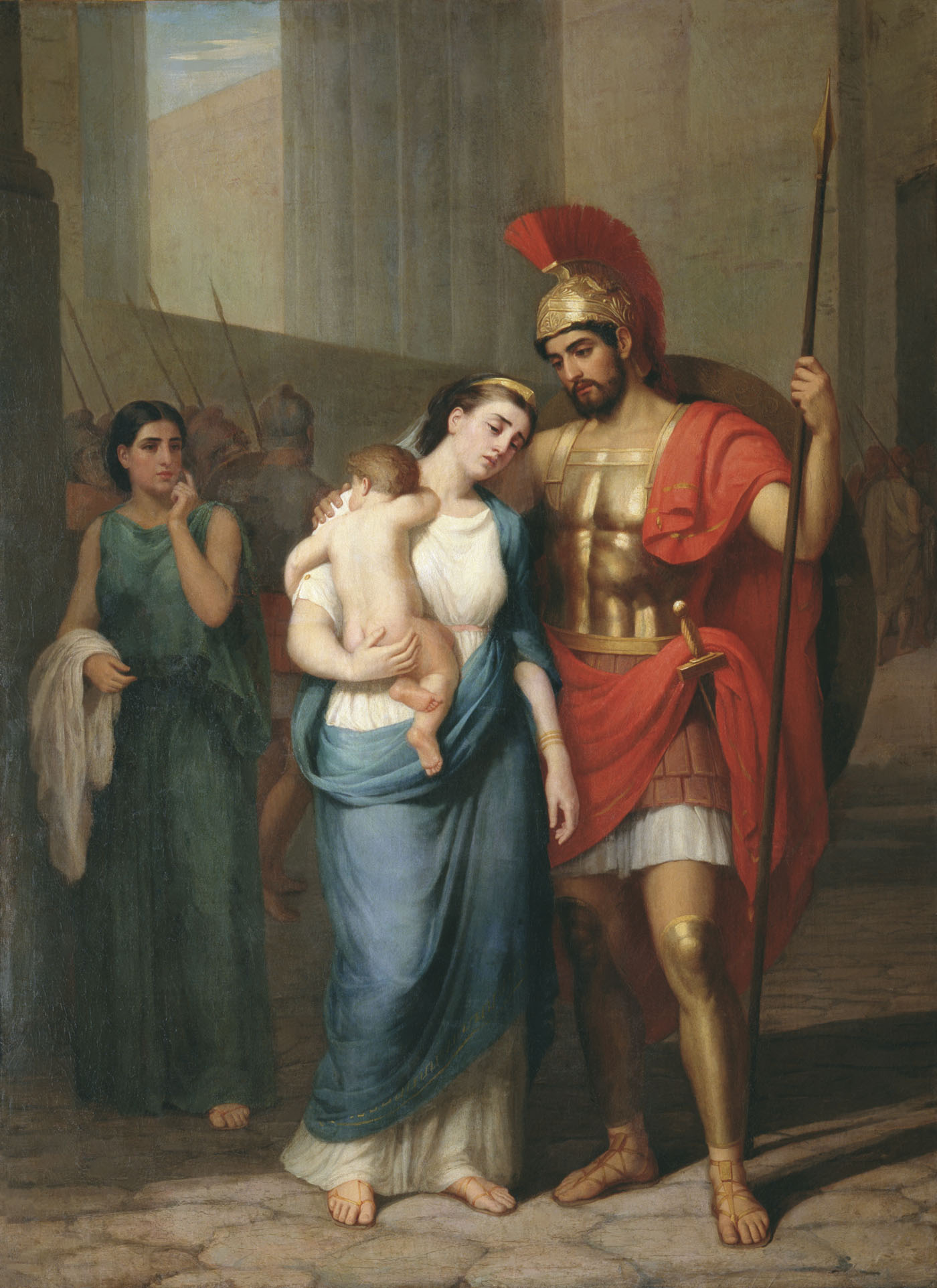
Прощання Гектора з Андромахою

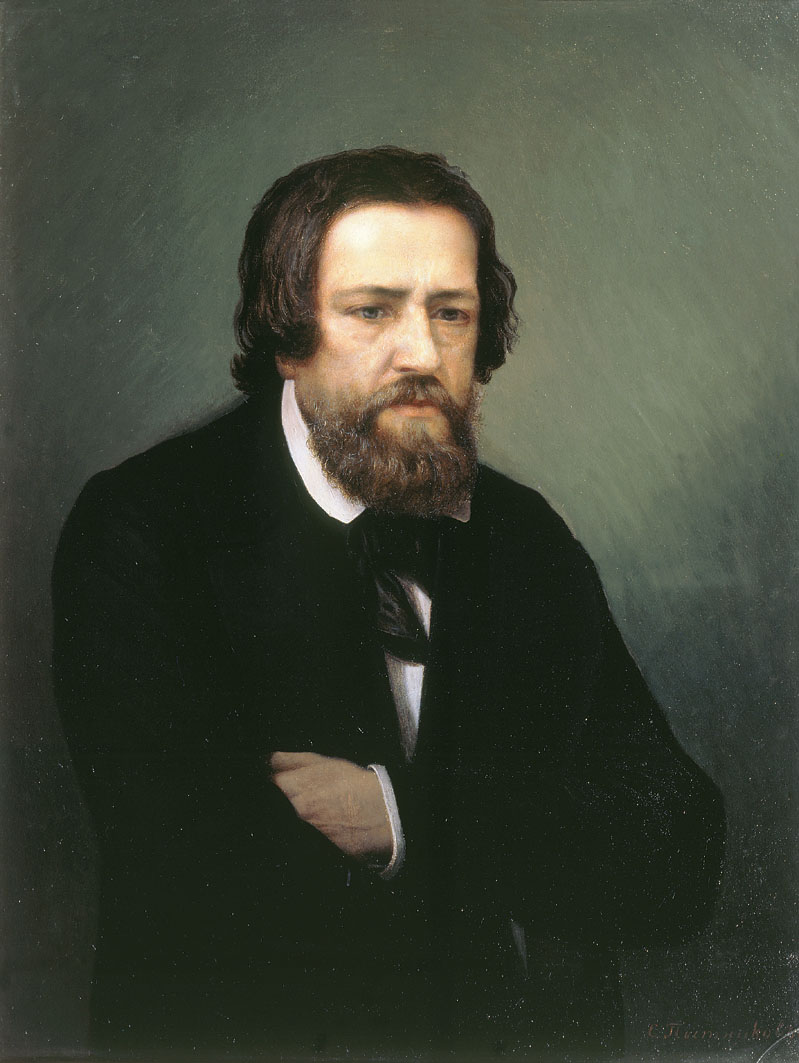
Портрет О. А. Іванова

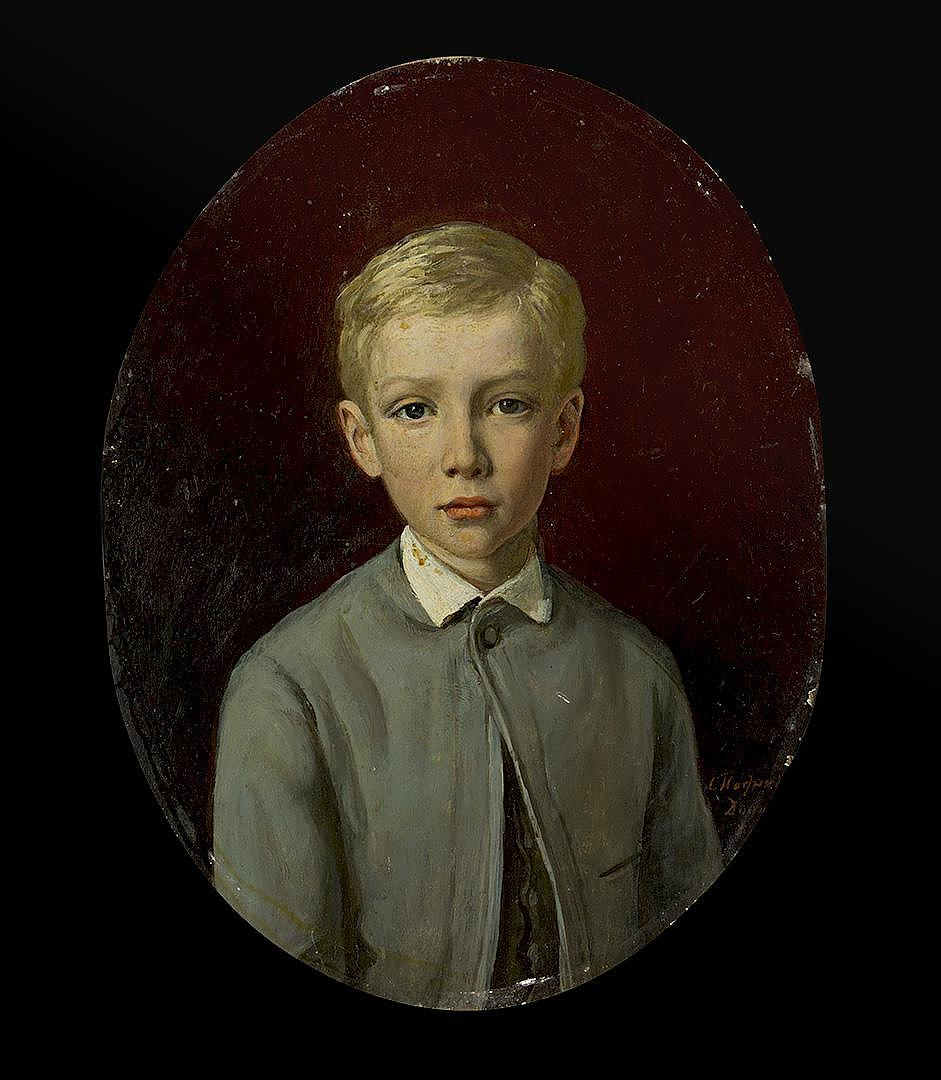
Портрет хлопчика

Крім картин «Прощання Гектора з Андромахою» і «Вакханка з тамбурином», відомі ще такі його роботи: «Христос перед судом Каяфи», «Рахіль», «Давид», «Микелина, голова італійки», «Хворий», «Вечірня у чертозинцев в Римі», «Семінаристи в Римі», «Сцена з римського життя», «Сестри Лазаря», «Недільна школа в церкві св. Климента в Римі», «Римський хоровод на Тібрі», «Хор у церкві святого Франциска в Ассізі»; а також написаний портрет з фотографії А. О. Іванова.
Роботи художника знаходяться в ряді музеїв, включаючи державну Третьяковську галерею і Державний російський музей.